# Grote Synagoge (Danzig)
De Grote Synagoge was de grootste synagoge van de Duitse stad Danzig, na 1945 het Poolse Gdańsk. Ze werd in de jaren 1885-1887 aan de toenmalige Reitbahnstrasse (later Ul. Bogusławskiego) gebouwd. Het gebouw werd in de stijl van de neorenaissance ontworpen en bood ruimte aan 2.000 gelovigen. In 1887 werd de synagoge in gebruik genomen.
Vanaf april 1939 werd het gebouw in opdracht van de overheid verwoest.

## Geschiedenis

#### De bouw

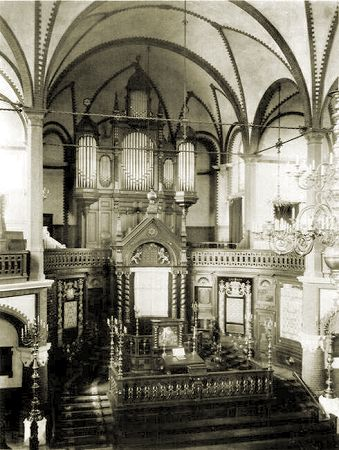
Interieur van de synagoge

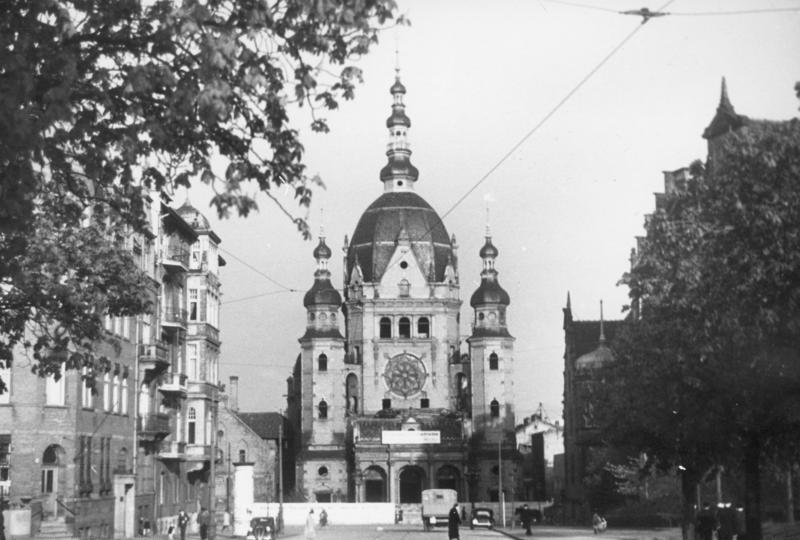
De synagoge op 1 mei 1939

De bouw van de synagoge werd gefinancierd door vijf liberale joodse gemeenten en werd gebouwd door de Berlijnse bouwmaatschappij Ende und Boeckmann.
In aanwezigheid van een afvaardiging van de overheid en de gelovigen werd de synagoge door de Danziger rabbijn Kossman Werner op 15 september 1887 in gebruik genomen. De thorarollen uit de oude synagoge en twee andere synagogen werden in de aron hakodesj geplaatst en het eeuwige licht werd aangestoken. De Grote Synagoge werd beschouwd als een symbool van eenheid van de joodse gemeenschap van Danzig. Na de opening werd in 1899 het interieur van de synagoge beschilderd door de Berlijnse schilder Julius Bodenstein.
In het begin van de 20e eeuw werd de synagoge een van de belangrijkste centra van het liberale jodendom. In het gebouw werden concerten georganiseerd en rabbijnen en geleerden uit de hele wereld hielden hier lezingen. Tevens was er een groot joods museum dat veel oude en zeldzame voorwerpen bewaarde, vooral uit de collectie van Lesser Giełdziński.
Met de bouw van de Nieuwe Synagoge werd in 1927 nog een synagoge in het Danziger stadsdeel Langfuhr voltooid.

#### Opkomst van antisemitisme
In de jaren 1920 groeide het antisemitisme en de Nationaalsocialistische Duitse Arbeiderspartij (NSDAP) werd in toenemende mate een factor van belang in Duitsland. Danzig was nog altijd sterk met Duitsland verbonden, ook al stond de stad volgens het Verdrag van Versailles officieel als Vrije Stad onder toezicht van de Volkerenbond. Voor joden werd het klimaat steeds moeilijker, hetgeen in 1933 verergerde nadat de nationaalsocialisten een meerderheid in het stadsbestuur kregen. De synagoge werd tweemaal het doel van poging tot brandstichting. De door de joodse gemeenschap ter bescherming van het gebouw opgestelde militie kon echter de aanslagen verijdelen. Alhoewel de wetten van de Vrije Stad Danzig de joden een grotere bescherming boden dan die van hun geloofsbroeders in Duitsland, drongen sympathisanten van de NSDAP in augustus 1938 de synagoge binnen om er de thorarollen te vernielen. Leiders van de joodse gemeenschap besloten een aantal zaken te redden: de archieven werden naar Jeruzalem verscheept, de bibliotheek naar Vilnius en het museum naar de Verenigde Staten. Op hetzelfde moment zag de synagoge zich wegens de fiscale druk gedwongen het orgel naar Krakau, de kandelaren naar Warschau en het meubilair naar Nowy Port te verkopen.

#### Het einde
Het einde van de synagoge kwam in het voorjaar van 1939, toen het gebouw aan de overheid werd verkocht. Op 15 april 1939 werd er een laatste eredienst gevierd en even later werden de werkelijke bedoelingen van het stadsbestuur duidelijk met het aanbrengen van een spandoek aan het hek van de synagoge met daarop de tekst: Komm lieber Mai und mache von Juden uns jetzt frei en aan de gevel werd de aankondiging van de afbraak van het gebouw opgehangen. Vanaf 2 mei liet de door de nationaalsocialisten gedomineerde regering het gebouw afbreken.

#### Het einde van de joodse gemeenschap in Danzig
Na de Duitse inval in Polen op 1 september 1939 arriveerden de Duitse strijdkrachten ook in Danzig. Alle tegenstand werd neergeslagen en er volgde een annexatie van de stad bij het Duitse Rijk. Tijdens de Tweede Wereldoorlog werden de meeste joden uit Danzig op transport gesteld en elders vermoord. Veel van de overlevenden verlieten na de oorlog Danzig om zich te vestigen in Israël.
Reële plannen voor de herbouw van de synagoge zijn niet bekend, terwijl de grond waarop de synagoge ooit stond geen bestemming heeft.

## Ontwerp
De synagoge werd gebouwd in de neorenaissance stijl op een rechthoekig grondplan. Het behoorde met zijn grote koepel, twee torens en een nachtelijke belichting tot de meest markante gebouwen van de stad. Het venster in het midden van de gevel bezat gebrandschilderd glas met de Ster van David en alle torenspitsen droegen eveneens Davidsterren.
Het ruime interieur werd door een koepel overwelft waaraan reusachtige kroonluchters hingen. De gebedszaal bevond zich direct onder de koepel. De aron hakodesj stond op een verhoging achter de voorhang in een apsis opgesteld. Boven de schrijn met de Thora bevond zich de tafel met de tien geboden, die door twee stenen leeuwen werd ondersteund. Achter de schrijn hing een groot orgel met een ruimte voor het koor, dat 100 leden telde. De bima stond achter de sokkel.
Meer dan 2.000 leden konden een eredienst bijwonen. In de hoofdruimte stonden twee rijen banken voor meer dan 1.600 gelovigen opgesteld. Langs de zijmuren en boven de westelijke ingang was op de door hoekige zuilen gedragen galerijen plaats voor meer dan 300 vrouwen. Florale motieven, geometrische symbolen en Bijbelse teksten sierden de muren.
De hele synagoge kon elektrisch worden verwarmd en verlicht, hetgeen tegen het einde van de 19e eeuw nog een grote luxe was.